# USS Whipple (DD-217)
USS Whipple (DD-217) (następnie AG-117) – amerykański niszczyciel typu Clemson z okresu dwudziestolecia międzywojennego i II wojny światowej. Nazwany imieniem oficera US Navy Abrahama Whipple’a, biorącego udział w wojnie o niepodległość Stanów Zjednoczonych. W 1927 roku okręt odwiedził port w Gdyni.

## Historia

### Okres międzywojenny
Budowa USS „Whipple” rozpoczęła się 12 czerwca 1919 roku w filadelfijskiej stoczni William Cramp & Sons. Okręt został wodowany 6 listopada 1919 roku, a jego matką chrzestną została prapraprawnuczka Abrahama Whipple’a – Gladys V. Mulvey. Wejście jednostki do służby nastąpiło 23 kwietnia 1920 roku. 
29 maja 1920 roku, okręt wypłynął w rejs kierując się na wody europejskie, gdzie miał działać w rejonie wschodniej części Morza Śródziemnego i na Morzu Czarnym. W tym czasie odwiedził m.in. Konstantynopol i Sewastopol. 6 lipca skierował się do Batumi, gdzie powstała Demokratyczna Republika Gruzji. 14 listopada 1920 roku pomagał w ewakuacji wojsk Białych z Sewastopola.
Wiosną 1921 roku został przydzielony do Floty Azjatyckiej, gdzie przez kolejne cztery lata uczestniczył w patrolach na wodach chińskich i ćwiczeniach w rejonie Filipin. W czerwcu 1925 roku okręt powrócił do Stanów Zjednoczonych, gdzie stacjonował w portach wschodniego wybrzeża Stanów Zjednoczonych. Poza ćwiczeniami, w ciągu dwóch lat brał udział w zabezpieczaniu amerykańskich interesów w Nikaragui. 
26 maja 1927 roku „Whipple” wypłynął z Norfolk, kierując się w rejon północnej Europy. Po wizycie w Wolnym Mieście Gdańsku, 28 sierpnia 1927 odwiedził port w Gdyni. 

### II wojna światowa
Po rozpoczęciu wojny „Whipple” brał udział w patrolach, których celem było monitorowanie walczących stron, a w razie potrzeby przekazywanie informacji o zagrożeniach siłom alianckim. Pod koniec listopada 1941 roku stacjonujący na Filipinach okręt został przeniesiony w pobliże Borneo, w celu ochrony przed spodziewanym japońskim atakiem.
Po rozpoczęciu wojny na Pacyfiku kontynuował misje patrolowe i eskortowe. 26 lutego 1942 roku w pobliżu Jawy, został przydzielony do eskorty byłego lotniskowca „Langley”, transportującego na swoim pokładzie samoloty myśliwskie. Ochrona przeciwlotnicza zapewniona przez niszczyciel okazała się niewystarczająca, czego konsekwencją był udany atak japońskiego lotnictwa i poważne uszkodzenie transportowca. „Whipple” przyjął na pokład 308 osób z uszkodzonego „Langleya”, a następnie dobił go dziewięcioma pociskami 102 mm i dwiema torpedami. Po przekazaniu rozbitków na zbiornikowiec USS „Pecos”, po kilku godzinach część z nich ponownie podejmował z wody, z powodu zatopienia zbiornikowca przez japońskie lotnictwo.